# Comté d'Ashe
Pour les articles homonymes, voir Ashe.
Le comté d'Ashe est un comté situé dans l'État de Caroline du Nord aux États-Unis. En 2010, sa population et de 27 281 habitants. Son siège et la ville de Jefferson.

## Histoire
Il existe des traces qui prouvent que le comté était habitée par des tribus amérindiennes (Creeks ; Cherokees et Chaouanons).
Les premiers européens qui ont exploré le comté étaient des missionnaires des Frères moraves. Ils avaient obtenu 400 km2 en Virginie pour coloniser la région. Pendant la guerre d'indépendance des États-Unis, une escarmouche s'est déroulée dans le comté, appelée bataille de Big Glades. Elle eut lieu en juillet 1780 entre des forces américaines, menées par le capitaine Robert Love et une force de 150 loyalistes qui allait à Charlotte rejoindre Charles Cornwallis, le commandant britannique des colonies du Sud. Les Américains gagnèrent le combat.
Dans les années 1780, le comté faisait partie de l'État de Franklin, qui était l'ancêtre du Tennessee. Il fut intégré à la Caroline du Nord en 1799. Il a été nommé en l'honneur de Samuel Ashe (en), un révolutionnaire patriote, juge à la cour suprême et gouverneur de la Caroline entre 1795 et 1798. Entre 1807 et 1913, il a subi de nombreux changements de ses frontières.

## Géographie
Le comté d'Ashe se situe a l'extrémité nord-ouest de la Caroline du Nord. Il est bordé par la Virginie au nord et par le Tennessee à l'ouest.
Il est entièrement compris dans la région des Appalaches, la plupart de son territoire se situe sur un plateau entre 760 et 910 m d'altitude. Son cours d'eau le plus important est la rivière New.

## Démographie
| 1800  | 1810  | 1820  | 1830  | 1840  | 1850  |
| ----- | ----- | ----- | ----- | ----- | ----- |
| 2 783 | 3 694 | 4 335 | 6 987 | 7 467 | 8 777 |

| 1860  | 1870  | 1880   | 1890   | 1900   | 1910   |
| ----- | ----- | ------ | ------ | ------ | ------ |
| 7 956 | 9 573 | 14 437 | 15 628 | 19 581 | 19 074 |

| 1920   | 1930   | 1940   | 1950   | 1960   | 1970   |
| ------ | ------ | ------ | ------ | ------ | ------ |
| 21 001 | 21 019 | 22 664 | 21 878 | 19 768 | 19 571 |

| 1980   | 1990   | 2000   | 2010   | - | - |
| ------ | ------ | ------ | ------ | - | - |
| 22 325 | 22 209 | 24 384 | 27 281 | - | - |

## Villes
1. Jefferson (siège)
2. Lansing
3. West Jefferson